# Aartsbisdom Montpellier

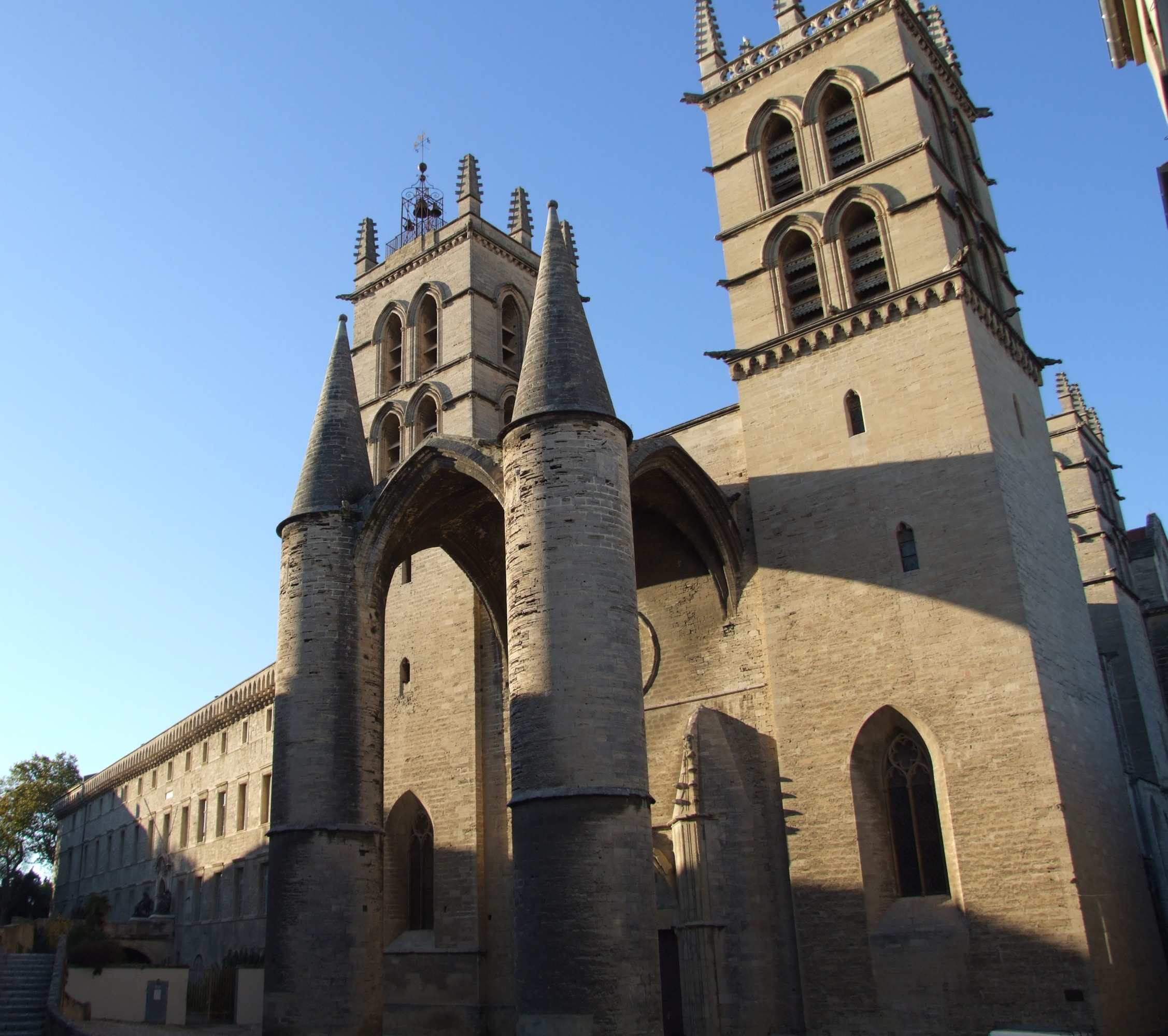
Sint-Pieterskathedraal van Montpellier

Het aartsbisdom Montpellier (Latijn: Archidioecesis Montis Pessulani; Frans: Archidiocèse de Montpellier; Occitaans: Archidiocèsi de Montpelhièr) is een in Frankrijk gelegen rooms-katholiek aartsbisdom met zetel in de stad Montpellier. De zetelkerk is de Sint-Pieterskathedraal in die stad. De grenzen van het aartsbisdom vallen samen met de grenzen van het departement Hérault. De aartsbisschop van Montpellier is metropoliet van de kerkprovincie Montpellier waartoe ook de volgende suffragane bisdommen behoren:
- bisdom Carcassonne en Narbonne
- bisdom Mende
- bisdom Nîmes
- bisdom Perpignan-Elne

## Geschiedenis
Het bisdom werd gesticht in de vijfde of zesde eeuw. De bisschopsstad was Maguelone. Na de verwoesting van Maguelone door de Franken in 737 werd de bisschopszetel overgeheveld naar Substantion, een voormalige stad op het grondgebied van het huidige Castelnau-le-Lez. In de elfde eeuw keerde de bisschop terug naar het herbouwde Maguelone. De zetel van het bisdom Maguelone werd vervolgens in 1536 naar Montpellier overgeheveld, suffragaan aan het toenmalige aartsbisdom Narbonne. In 2002 werd het bisdom Montpellier verheven tot aartsbisdom.
De huidige aartsbisschop is sinds 3 juni 2011 Pierre-Marie Carré.

## Bisschoppen
Dit is een lijst van de bisschoppen van Montpellier:

### Bisschoppen
- Guillaume Pellicier II (1536-1568) (voordien bisschop van Maguelone)
- Pierre de Rouillie (1570-1572)
- Antoine de Subiet-Cardot (1573-1596)
- Guitard de Ratte (1596-1602)
- Jean Garnier (1602-1607)
- Pierre Fenouillet (1608-1652)
- Renaud d'Este (1653-1655)
- François du Bosquet (1655-1676)
- Charles de Pradel (1676-1696)
- Charles-Joachim Colbert de Croissy (1696-1738)
- Georges Lazare Berger de Charancy (1738-1748)
- François Renaud de Villeneuve (1748-1766)
- Raymond de Durfort (1766-1774)
- Joseph François de Malide (1774-1790)
- Jean-Louis-Simon Rollet (1802-1806)
- Nicolas-Marie Fournier de La Contamine (1806-1834)
- Charles-Thomas Thibault (1835-1861)
- François-Marie-Joseph Lecourtier (1861-1874)
- François de Rovérié de Cabrières (1873-1921)
- René-Pierre Mignen (1922-1931)
- Gabriel Brunhes (1932-1949)
- Jean Duperray (1949-1957)
- Cyprien Tourel (1958-1976)
- Louis-Antoine-Marie Boffet (1976-1996)
- Jean-Pierre Ricard (1996-2001)

### Aartsbisschoppen
- Guy Thomazeau (2002-2011)
- Pierre-Marie Carré (2011-)

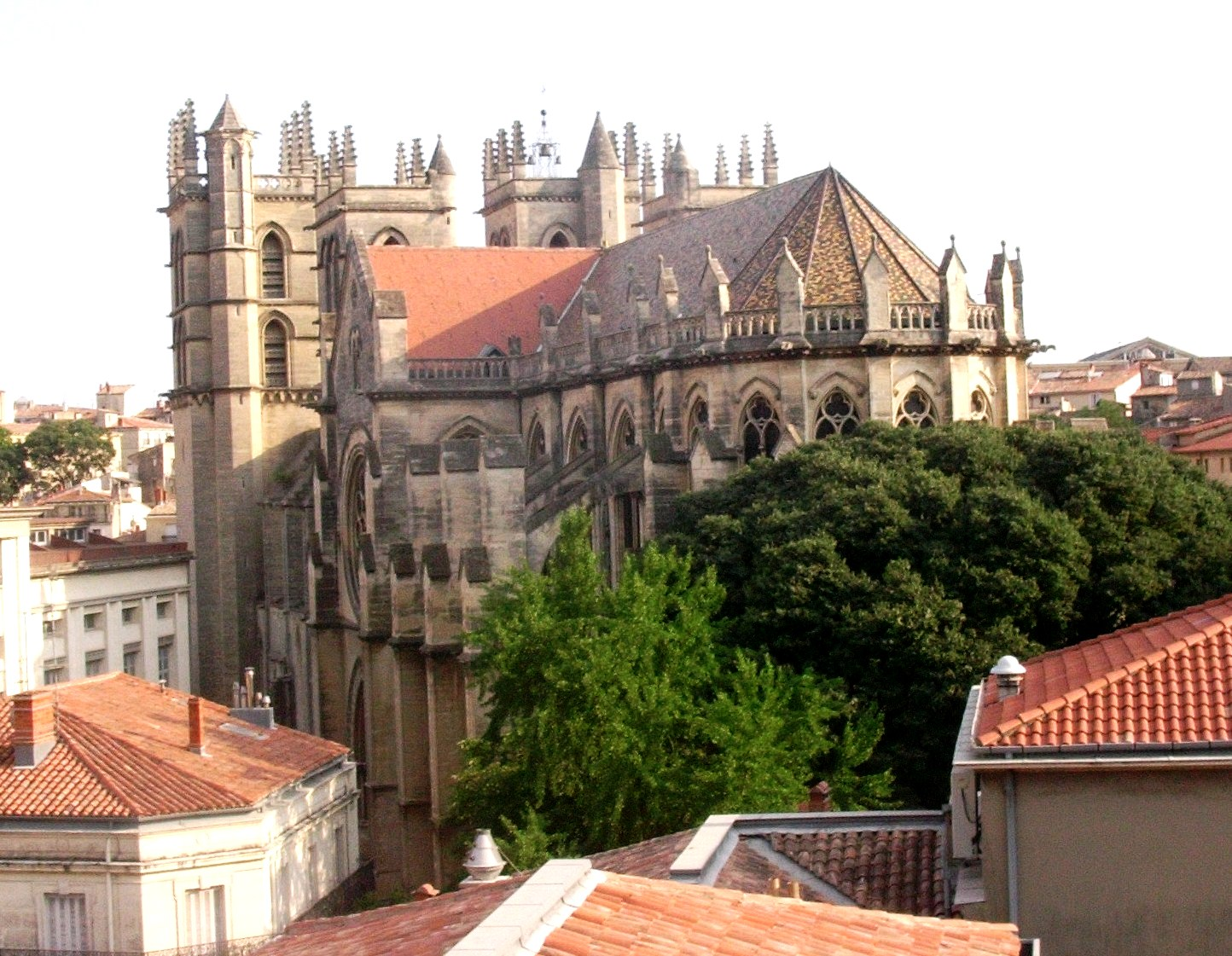
Sint-Pieterskathedraal van Montpellier
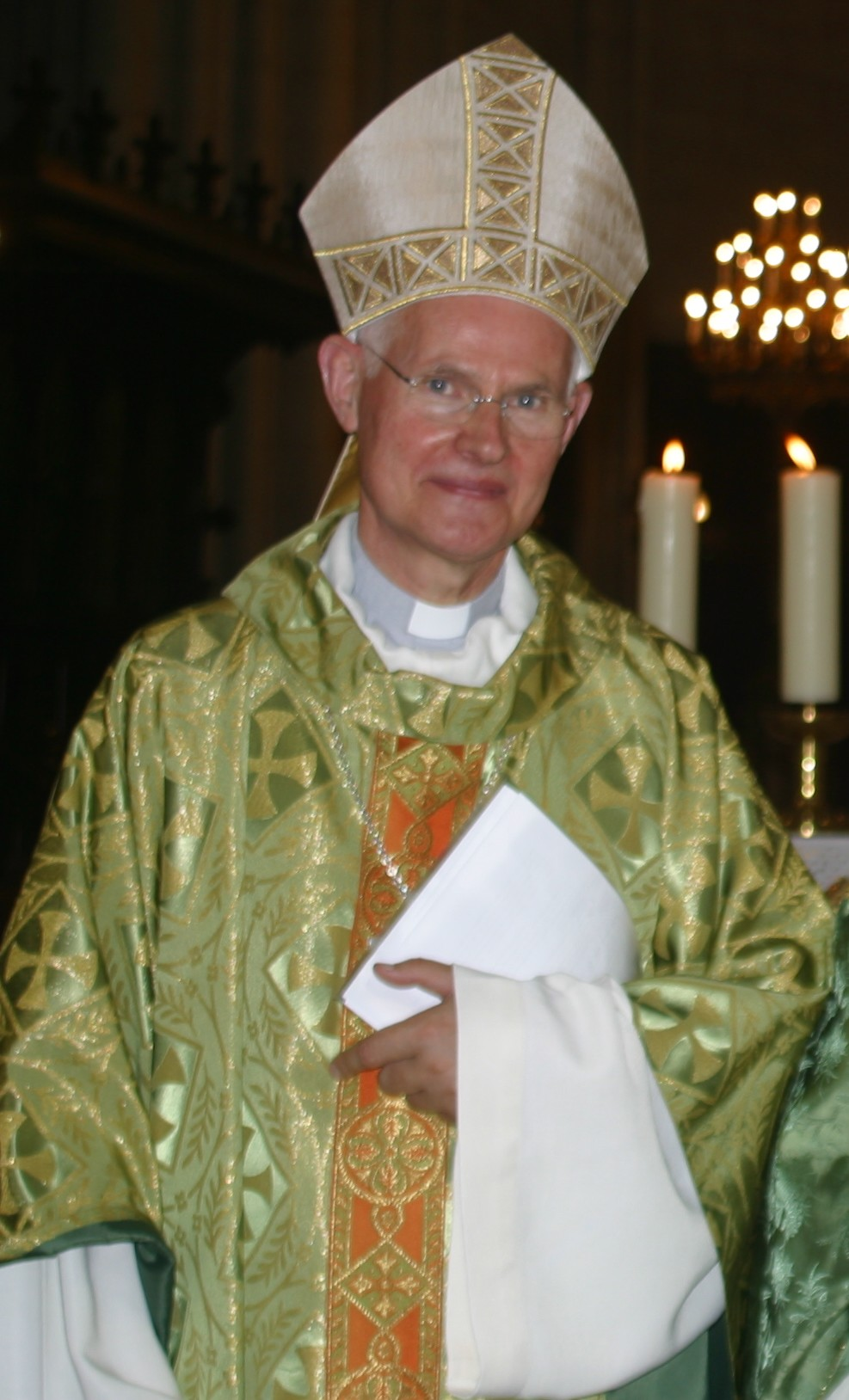
aartsbisschop Mgr. Pierre-Marie Carré

Montpellier (aartsbisdom) · Carcassonne en Narbonne · Mende · Nîmes-Uzès-Alès · Perpignan-Elne